# Schloss Zinnitz

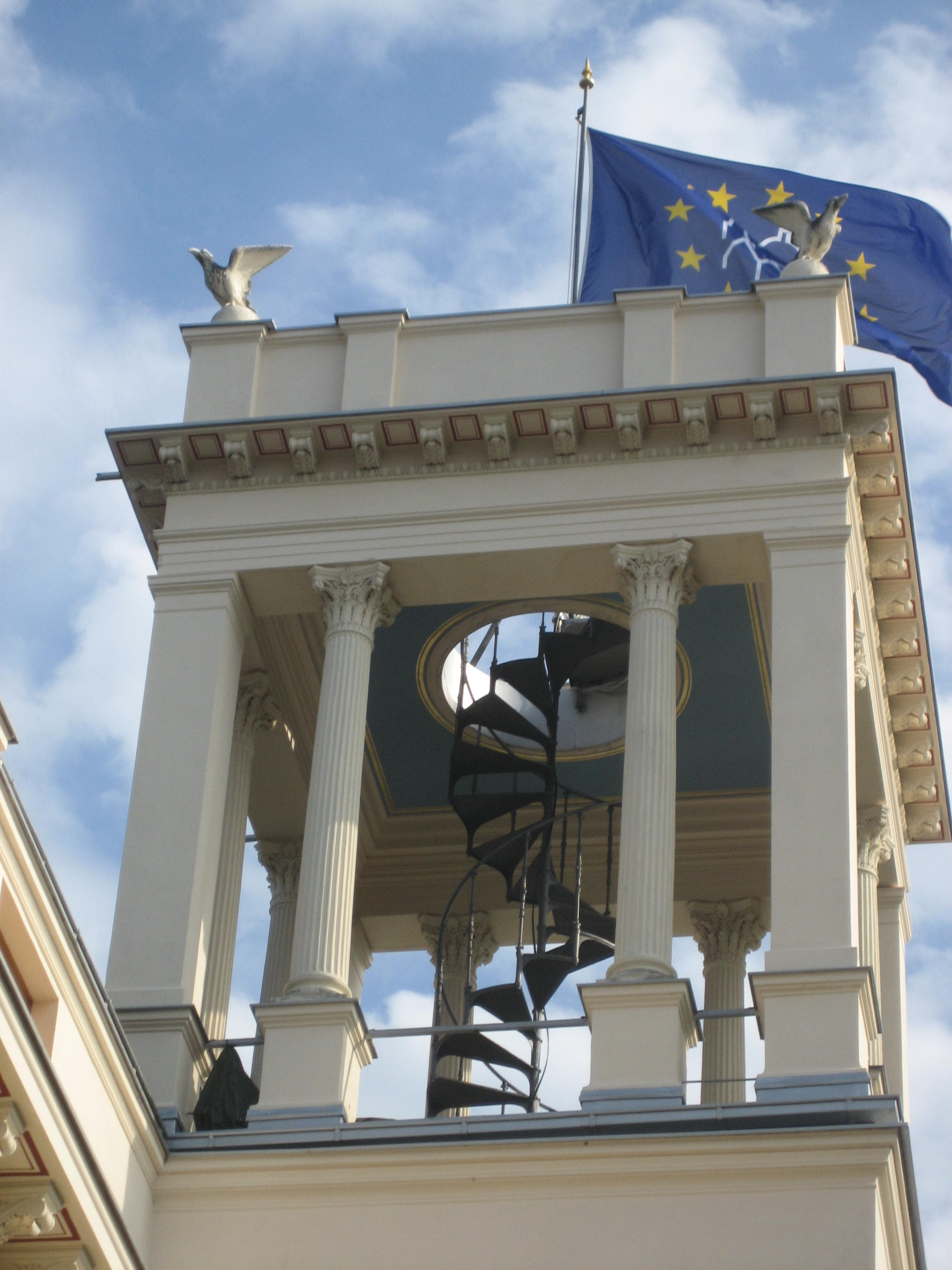
Klassizistischer Belvedereturm des Schlosses Zinnitz (Foto: 2008)

Philipp Ludwig Siegmund Bouton des Granges († 1801)

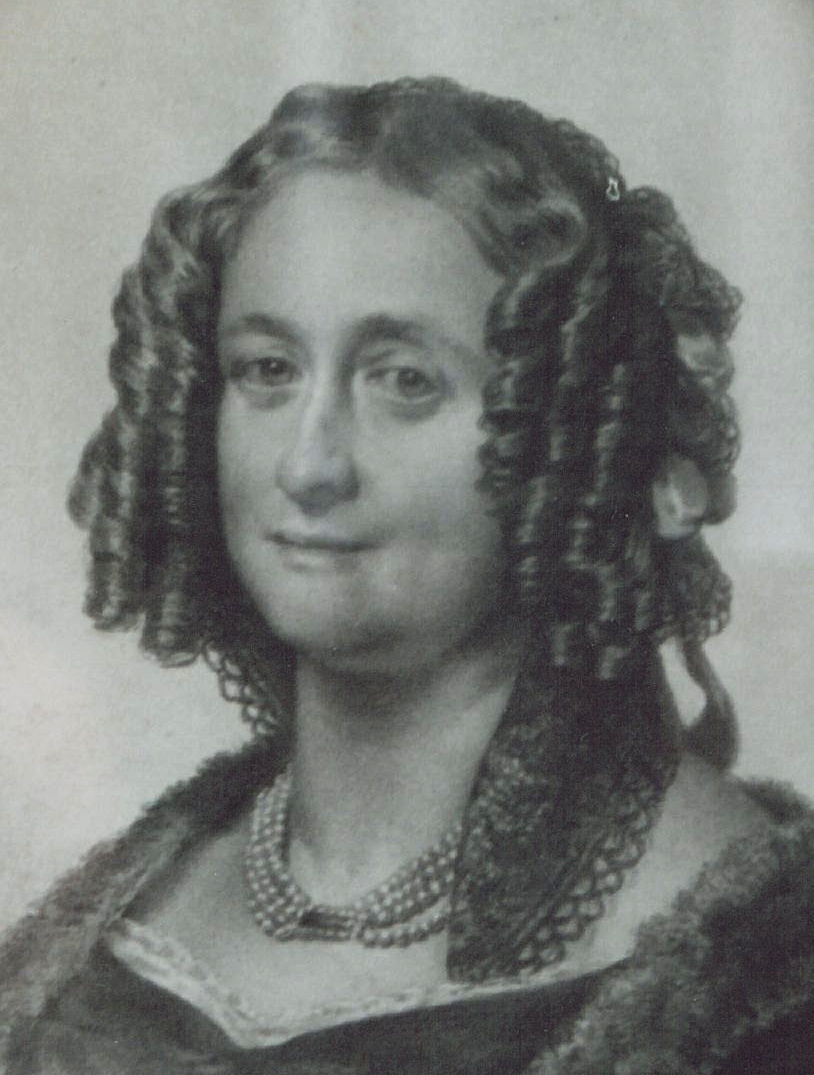
Pauline Gräfin Nostitz, geb. des Granges (1801–1881)

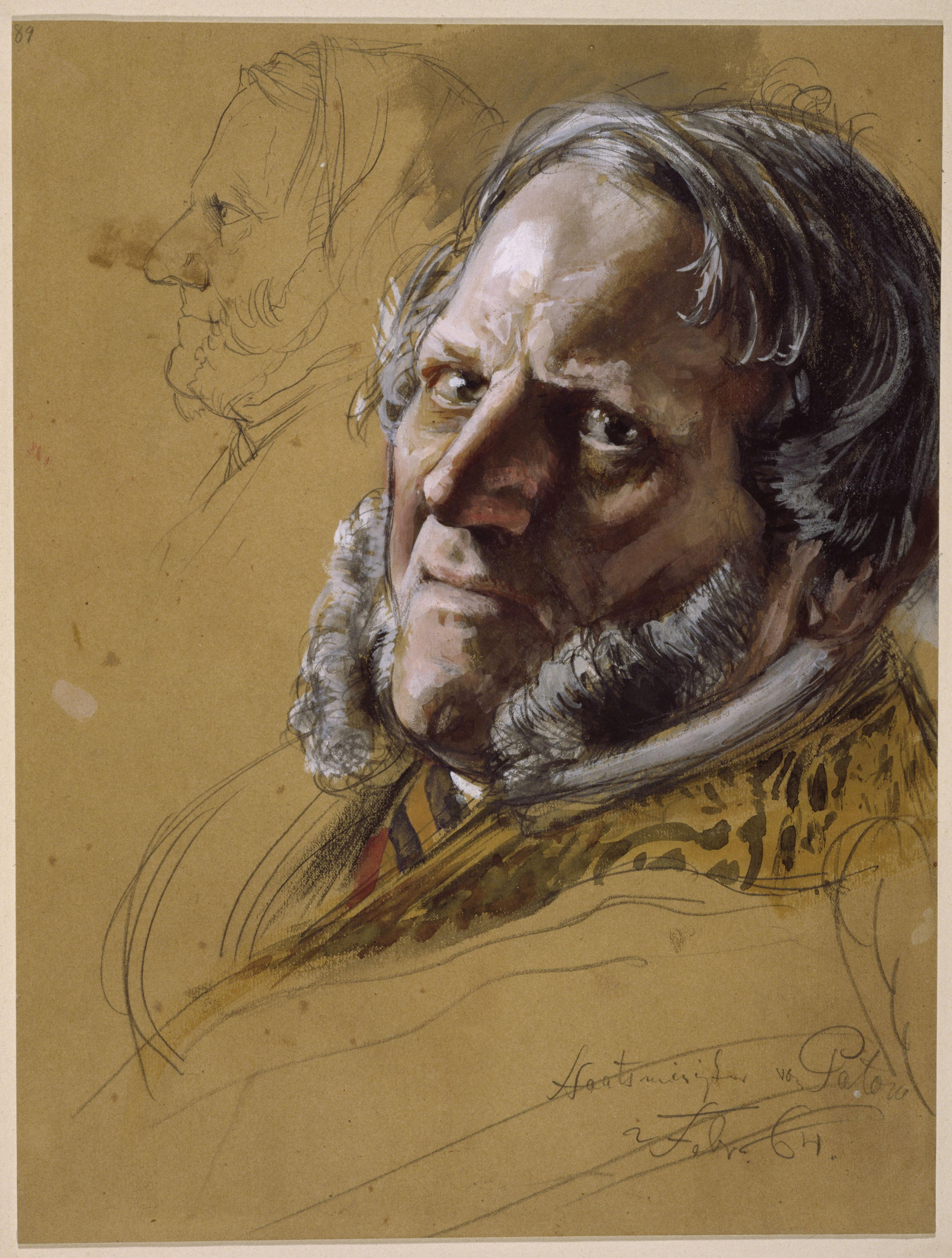
Robert von Patow (1804–1890). (Adolph Menzel: Studie zum Krönungsbild Wilhelm I., Porträt Bleistift, Wasser- und Deckfarben, auf graubraunem Papier 29,4 × 22,3 cm, 1865)

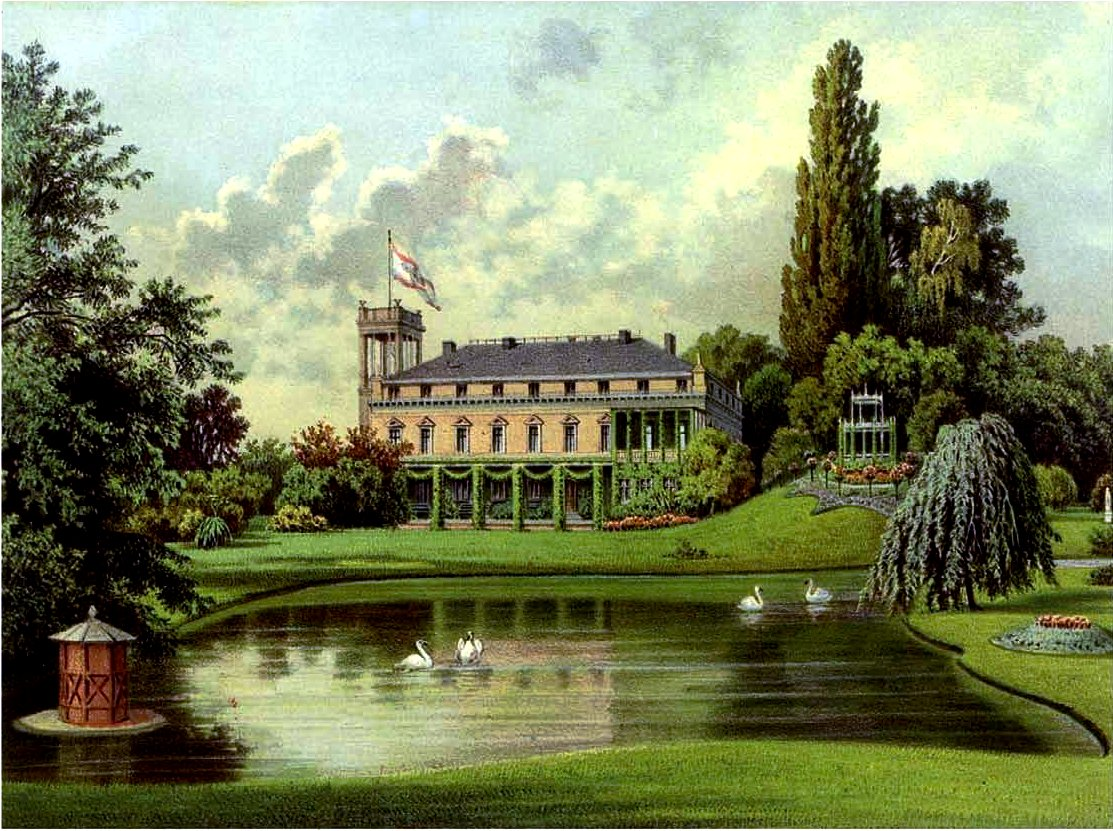
Schloss Zinnitz um 1869/70, Sammlung Alexander Duncker

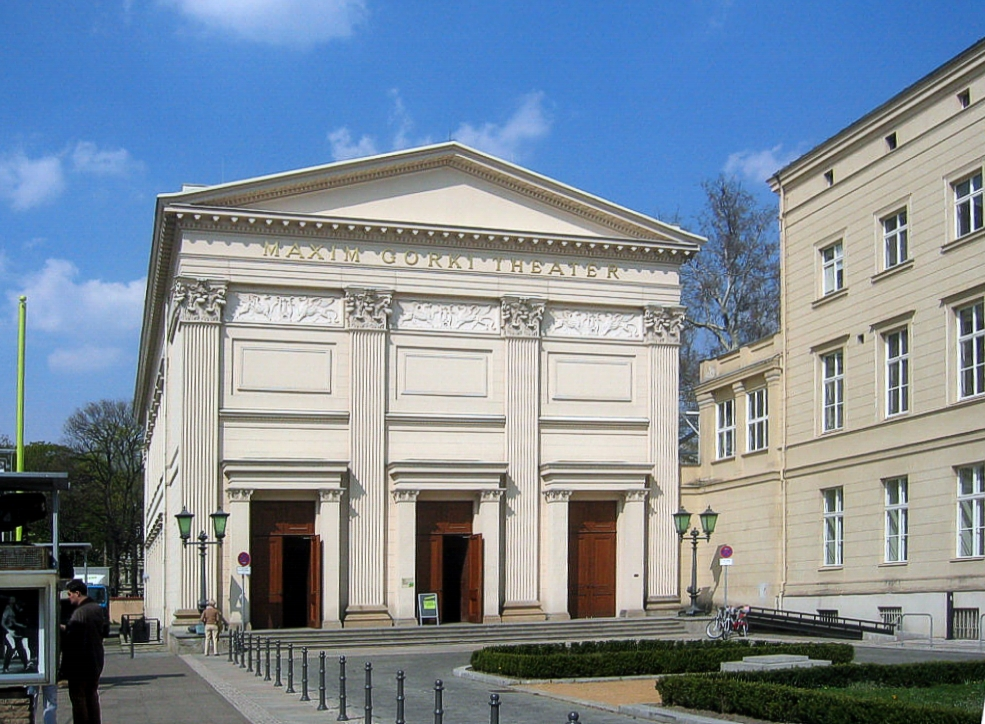
Maxim-Gorki-Theater (ehemalige Sing-Akademie zu Berlin)

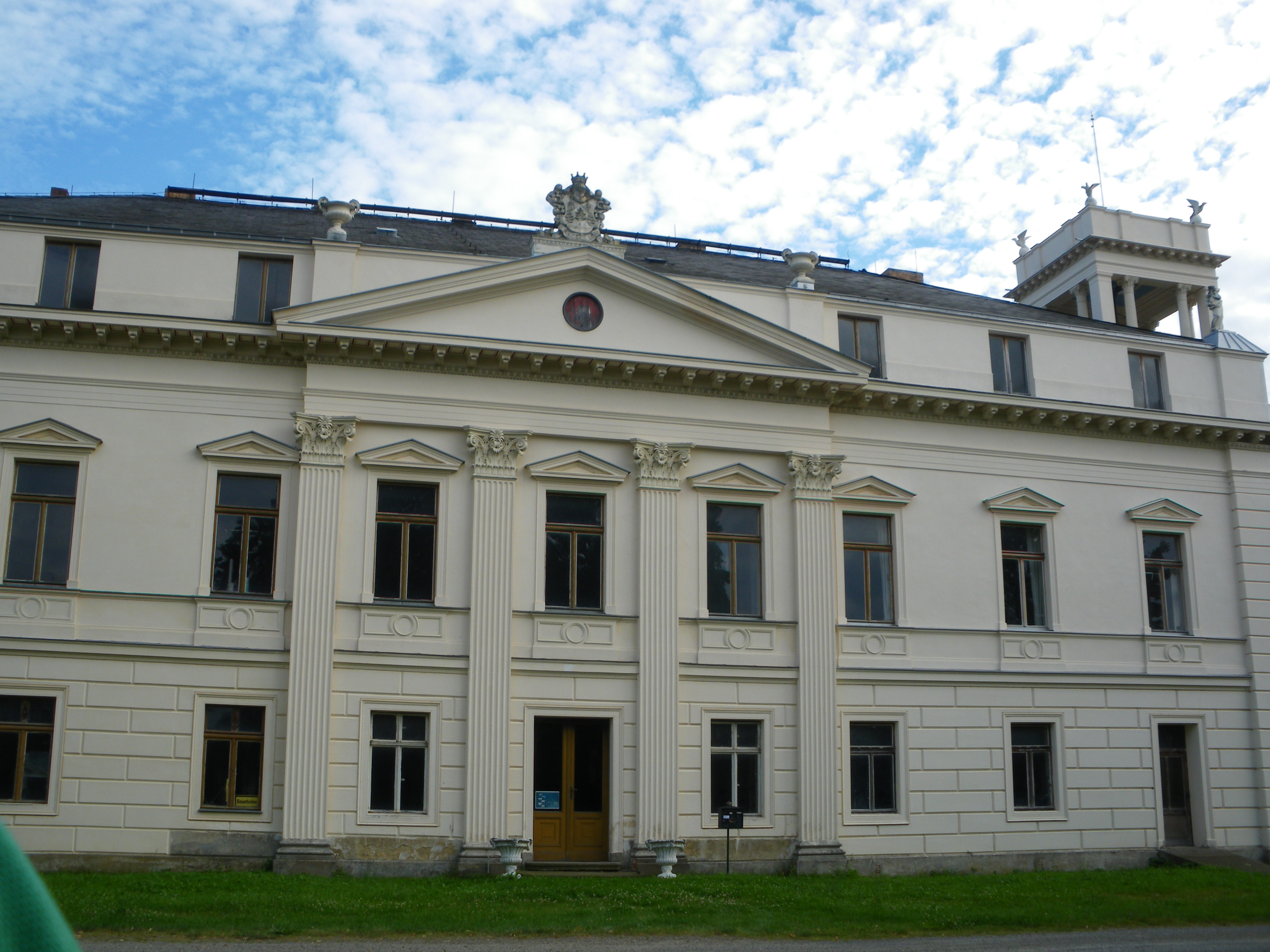
Schloss Zinnitz Mittelrisalit Nordseite (Foto: 2008)

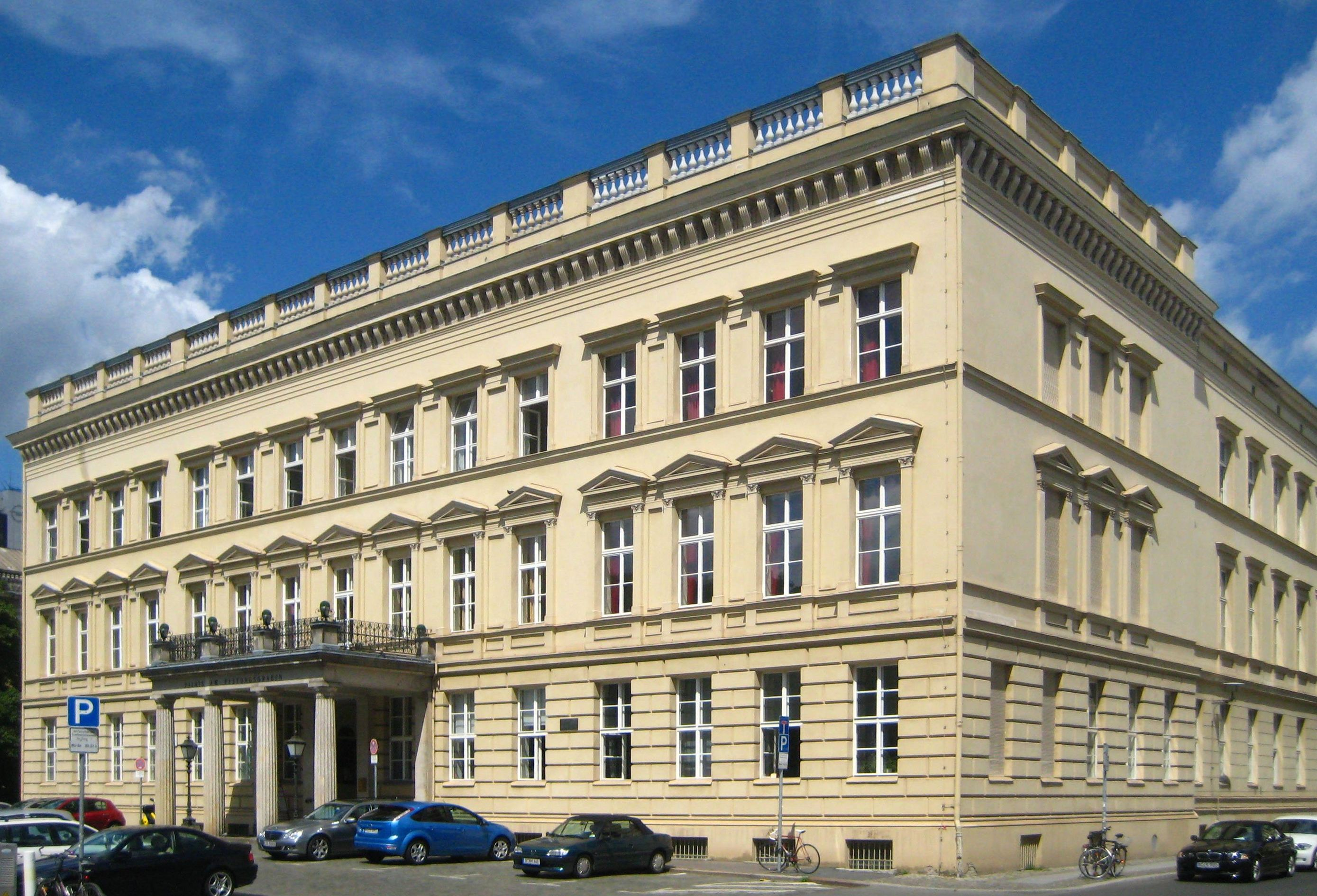
Palais am Festungsgraben, Berlin (2009)

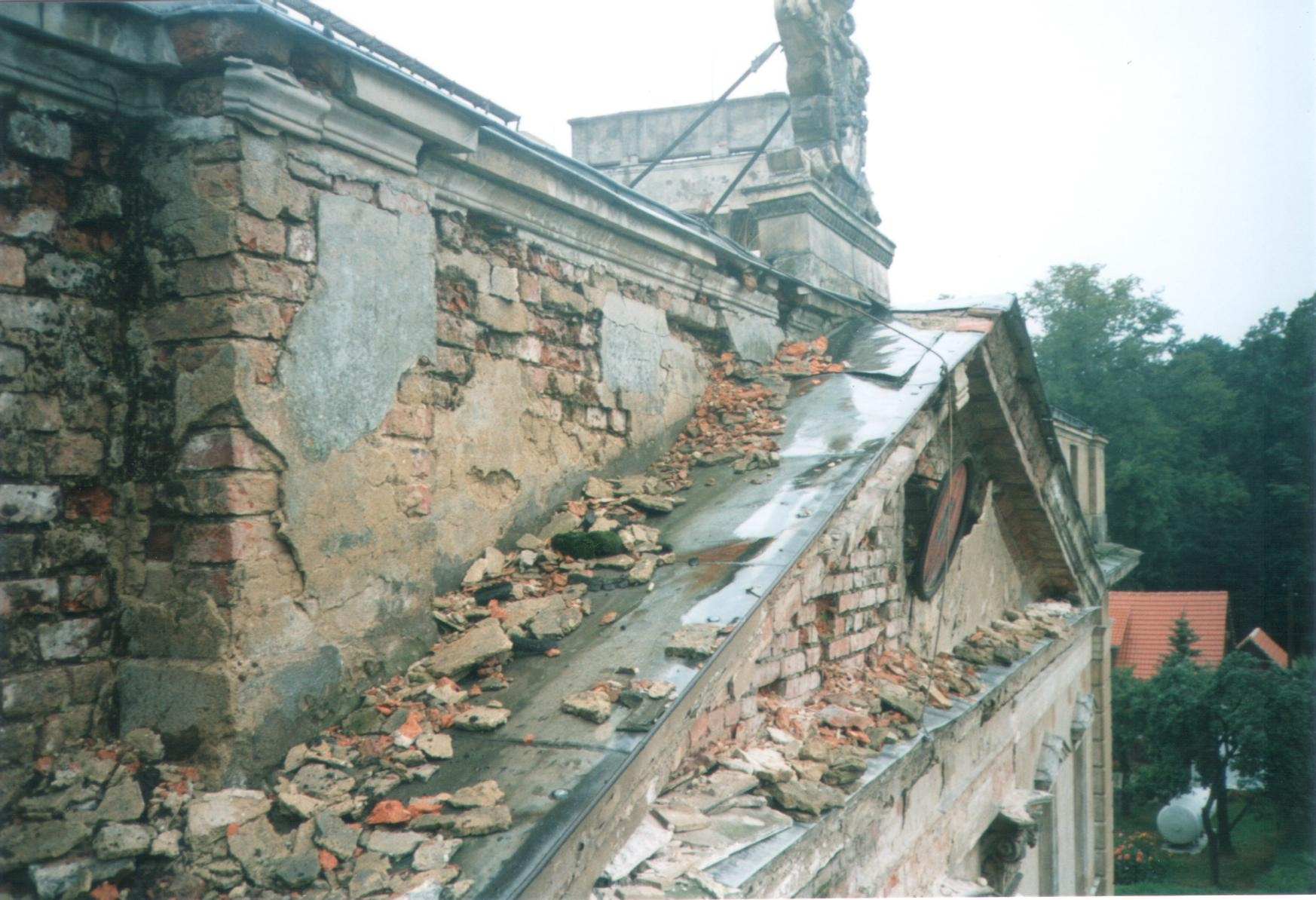
Schloss Zinnitz, Zustand 1993

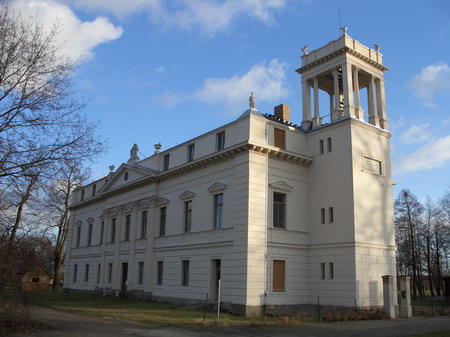
Schloss Zinnitz (Foto: 2003)

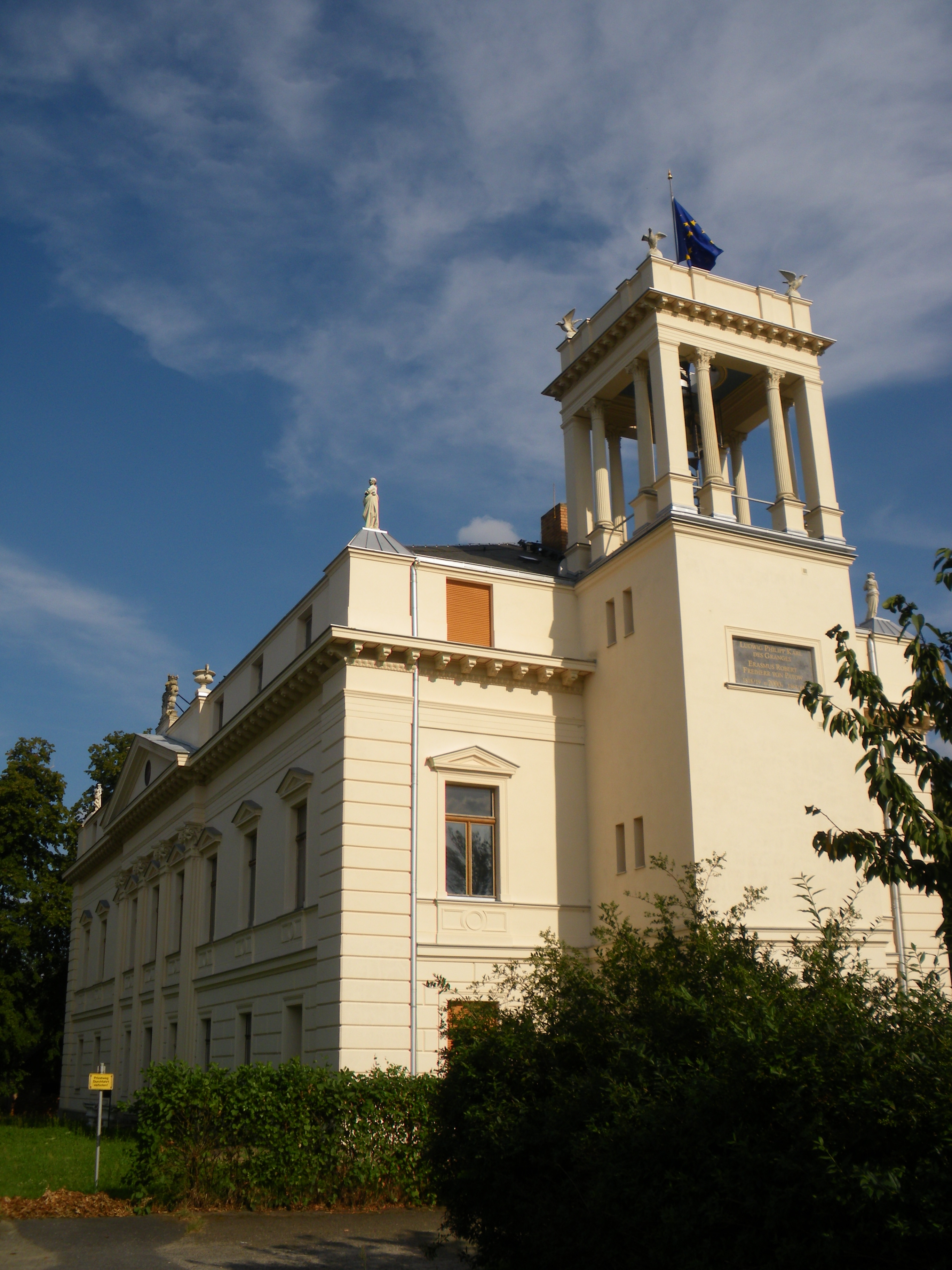
Schloss Zinnitz (Foto: 2013)

Das Schloss Zinnitz (heutiges Erscheinungsbild von 1860–1864) ist ein klassizistisches Bauwerk in Zinnitz, einem Ortsteil der Stadt Calau südlich des Spreewalds. Es gehört zu den Baudenkmalen in Calau und wird heute u. a. als Architekturbüro und Wohngebäude genutzt.

## Geschichte

### Legenden und Ursprünge
Nach Heinrich Berghaus gehört Zinnitz „zu denjenigen Ortschaften der Niederlausitz, welche am frühesten in der Geschichte genannt werden, schon Anfang des 11. Jahrhunderts im Chronico des Bischofs Thietmar von Merseburg als eines der festen Schlösser des Landes“. Das Dorf mit Rittergut „Ciani, Zizani oder Sciciani“ sei demnach zeitweise Residenz des polnischen Herzogs Bolesław I. gewesen und soll auch Ausgangspunkt eines fruchtlosen Angriffs auf das nach Polen ziehende deutsche Heer im Jahre 1014 gewesen sein. Allerdings scheinen neuere Forschungen die Aussagen von Berghaus zu widerlegen beziehungsweise dahingehend zu relativieren, dass das heutige Zinnitz wohl nicht der Ort jener Ereignisse gewesen sein soll. Vielmehr sind in 2 km Entfernung zu Zinnitz unweit des ehemaligen Dorfes Presenchen (südlich vom Luckauer Ortsteil Schlabendorf) archäologisch dokumentierte Reste eines größeren slawischen Burgwalls gefunden worden, deren Dendrodaten auf die fraglichen Zeiträume verweisen
Um 1255 erscheint mit einem Gebhard das Geschlecht v. Cynnitz in der Niederlausitz. Dieses Schreiben des Klosters Doberlugk gilt als früheste überlieferte schriftliche Erwähnung des Ortes. Am 3. August 1301 veräußert Markgraf Dietrich der Jüngere die Mark Lausitz an den Erzbischof Burchard von Magdeburg, unter den dazugehörigen Höfen auch die „curia Zcinnitz“.

### Die Ära von Bocksdorf
Danach kommt das Rittergut in Privatbesitz. Die Familie von Buckinsdorff:S. 607., Buckenstorf de Czymricz bzw. Bocksdorf,
Buxdorf besitzt es über etwa 300 Jahre lang. Darunter verdient Dietrich III. von Bocksdorf besondere Erwähnung: Um 1425 wurde er an der Universität Leipzig immatrikuliert, „um dort die Rechte zu studieren“.:S. 26 ff. Nach einem Italienaufenthalt, er promoviert in Perugia zum Doktor beider Rechte, steigt er 1439 in Leipzig zum Ordinarius auf, dem Leiter der Juristenfakultät, und er wird für das Sommersemester 1439 zum Rektor der Universität erwählt. Dietrich von Bocksdorf gilt zu jenem Zeitpunkt als „eine der höchsten Autoritäten des sächsischen Rechts“. Zu seinen prominentesten Fällen gehört sicher der Rechtsstreit zwischen dem sächsischen Kurfürst Friedrich II. und Kunz von Kauffungen, der dem Altenburger Prinzenraub vom Jahre 1455 voranging.:S. 43 f. Bocksdorf, der die Leipziger Schöffen beraten hat, hatte im Alleingang dafür gesorgt, dass der von ihm vertretene Kurfürst Recht bekam. Seine hohen Einkünfte machten ihn zu einem reichen Mann, der 1459 ein Stipendium stiftete für einen zum Studium geeigneten Familienangehörigen. Die Familie der Bocksdorfs machte aber wenig Gebrauch davon und verzichtete immer wieder darauf, Angehörige unter den günstigen Voraussetzungen, die Dietrich geschaffen hatte, studieren zu lassen. Während es Dietrich von Bocksdorf vor seinem Tode im Jahre 1466 noch bis zum Bischof von Naumburg bringt, versinkt die Familie von Buxdorf in den folgenden Jahrhunderten in der Bedeutungslosigkeit. Der Niedergang der Familie von Bucksdorf wird dokumentiert durch ein Urteil gegen Heinrich Apollo von Buxdorf aus dem Jahre 1670 wegen eines Totschlagsdelikts.:S. 607–625.

### Wechselnde Eigentümer
In den folgenden 100 Jahren wechselte das Rittergut Zinnitz zum Teil auch in einzelnen Erbanteilen mehrfach die Besitzer, von denen an dieser Stelle der kgl. preußische Major Friedrich Gottlieb von Schladen exemplarisch genannt sein soll, der es 1784 kauft und es nur bis ins Jahr 1786 behält. In dieser kurzen Zeit jedoch soll er „ein neues, sehr bescheidenes Herrenhaus, das bis 1851 gestanden hat und zuletzt als Gesindehaus benutzt wurde“, errichtet haben.:S. 629.

### Aufschwung durch des Granges
Von diesem kauft 1786 Zinnitz mit Berlinchen der ehemalige königlich-preußische Hauptmann, dann Oberst und schließliche Generalmajor Philipp Ludwig Siegmund Bouton des Granges, seit 1778 auch erster Chef des unter Friedrich II. neu aufgestellten Feldjäger-Regiments. Er entstammte einer aus der Schweiz gekommenen Familie.
1795 verkauft er es weiter an seinen Sohn Ludwig Philipp Karl des Granges. Dessen 1801 geborene Tochter Pauline, die spätere Gräfin Nostitz-Rieneck, war in erster Ehe verheiratet mit dem Naturforscher Johann Wilhelm Helfer, mit dem sie Forschungsreisen u. a. durch Vorderasien entlang des Euphrat und nach Indien unternommen hat. Diese Reisebeschreibungen sind auch von ihr publiziert worden. In ihren Kindheitserinnerungen berichtet sie u. a. davon, dass ihr Vater im Schloss nie vor dem 1. November heizen ließ und über die Begegnungen mit französischen Truppen während der napoleonischen Kriege. So sei sie, „um die Kälte mit der Kälte zu vertreiben“, im nahen Schlossteich im Winter baden gegangen. Während der Ära der des Granges wird ein stattlicheres neues Herrenhaus errichtet – wahrscheinlich um 1818/1819. Seine Erben veräußern es 1837 an Mathilde Sofie Henriette Isabella Gräfin zu Lynar, Ehefrau des Hermann Rochus zu Lynar, sie selbst verstirbt bereits 1838, so dass die Begüterung vor 1842 weiterverkauft wurde.

### Landsitz des preußischen Finanzministers
Spätestens um 1842, nach alten Matrikeln sind Zinnitz I und II schon teils seit 1833 in seinen Händen, gelangt das Gut schließlich an den königlich preußischen Geheimen Oberfinanzrat, späteren Finanzminister und Oberpräsidenten der Provinz Brandenburg, Erasmus Robert Freiherr von Patow.:S. 631. Er lässt umfangreiche Baumaßnahmen durchführen, die das vorhandene Herrenhaus in eine spätklassizistische Schlossanlage mit großzügigen Parkanlagen und Wasserflächen verwandeln. Der Kunstgärtner Johann Gottlieb Handschick integriert dabei geschickt das Gewölbefragment eines Vorgängerbauwerks als „Rosenhügel“ mit Pavillon in die Gesamtanlage.
Patow überlebt seine Kinder und stirbt 1890. Das Gut fällt auf seinen Neffen, dem Generalmajor Egon von Patow (1837–1917). Er war verheiratet mit Marie von Blumenthal-Jannewitz (1841–1918), Tochter des Politikers Werner von Blumenthal-Suckow. Beide Patows sterben auf Zinnitz, und wenige Wochen nach seinem Tod 1917 veräußert die Witwe den Besitz.  Käufer ist die Ilse Bergbau AG.:S. 632. Ab 1929 wird die Deutsche Reichsbahn-Gesellschaft als Besitzerin genannt. Als Pächter fungiert ein Major a. D. Reddelien, für die Dubitzmühle M. Wernicke.

### Die Zeiten des Nationalsozialismus und der DDR
Am 27. Juni 1933 wird die "Reichsautobahn", ein Tochterunternehmen der Deutschen Reichsbahn-Gesellschaft gegründet. Der Bau der Autobahn Berlin-Dresden beginnt und tangiert das Schloss in nur 3 km Luftlinie.
Von 1939 bis 1944 dient es als nationalsozialistisches Arbeitsmaidenlager und nach den Wirren des Kriegsendes befindet sich das Schloss ab 1945 in Rechtsträgerschaft der Gemeinde Zinnitz. In der DDR-Zeit wird es dann zunächst als Schule („Maxim-Gorki-OS“), dann als Rat der Gemeinde, Sitz und Kantine einer Landwirtschaftlichen Produktionsgenossenschaft sowie für Wohnzwecke genutzt. In einzelnen Renovierungsphasen werden Schäden an den Fassaden ausgebessert, aber auch sämtliche historischen Fenster ausgetauscht wie auch die hölzerne Haupttreppe durch eine Betonfertigteiltreppe ersetzt. die Einbauten einer Großküche führen zu weiteren Substanzschädigungen. Der Rosenhügel wird bereits während der Schulnutzung eingeebnet.
Das Umfeld wird durch nahegelegene Braunkohletagebaue bis 1990 stark beeinträchtigt; der Grundwasserspiegel sinkt dramatisch, Bäume im verbliebenen Rest des Parks sterben ab.

### Jüngste Entwicklung
Im Jahr 1993 kaufte der Architekt Robert Viktor Scholz das damals stark beschädigte Schloss von der Gemeinde und begann in mehreren Teilabschnitten mit der behutsamen Instandsetzung und Rekonstruktion der stark geschädigten Fassaden, Innenräume und der Parkanlagen. Ziel seiner gestalterischen Bemühungen ist die Wiederherstellung des Erscheinungsbildes zu Zeiten Patows.

## Gebäude

### Nicht mehr erhaltene Vorgängerbauten
Leider sind von den Bauten vor 1860 keine bildhaften Darstellungen bekannt. Bis auf einige Messtischblätter (die es aber erst nach der Buxdorfschen Dynastie gibt), die die ganze Ortslage von Zinnitz in verschiedenen Zeitintervallen darstellen, gibt es auch keine genaueren Angaben zu Lage und Größe von Gebäuden im Schlossbereich.
Die ersten zumindest schriftlichen Beschreibungen tauchen zur Zeit Gottlob von Schladens auf, über dessen Neubau eines „bescheidenen Herrenhauses“ es bei Berghaus heißt, „dass die Vorderfront nach Art der Propyläen in Athen durch eine hölzerne Säulenreihe geziert war“.:S. 629.
Nachdem dieses aber ein „sehr bescheidenes Herrenhaus“ gewesen sein soll, „das bis 1851 gestanden“ haben und „zuletzt als Gesindehaus benutzt“² worden sein soll, hat es auch wahrscheinlich nicht an der Stelle des heutigen Schlosses gestanden, zumal der spätere Eigentümer Ludwig Philipp Karl des Granges um 1818/19 ein stattlicheres neues Herrenhaus errichtet habe (vgl. oben).
Das letztgenannte schließlich wird von Robert von Patow überformt – und nicht etwa in der Substanz durch einen Neubau ersetzt, wie bei der Fassadensanierung zu Tage kam: Unter dem klassizistischen Putz des Baus von 1860/64 tauchen zugemauerte und mit Rundbogen überwölbte Fensteröffnungen auf, die auf den Vorgängerbau verweisen.

### Heutiges spätklassizistisches Erscheinungsbild
Das heutige spätklassizistische Erscheinungsbild des Schlosses zeigt die wesentlichen Umgestaltungen und Ergänzungen, welche Robert von Patow in den Jahren 1860–1864 hat ausführen lassen. Er folgte dabei den Idealen des Klassizismus und der italienischen Renaissance. Alexander Duncker hat dies in seinem zeitgenössischen Werk etwa um 1869 festgehalten. Patow standen eine ganze Reihe zeitgleich entstandener Vorbilder zur Verfügung:

#### Vorbilder
Zwischen 1858 und 1862 war Patow Finanzminister und hatte seinen Dienstsitz in Berlin im Palais am Festungsgraben gleich neben der von Karl Friedrich Schinkel und Carl Theodor Ottmer erbauten Singakademie, die im Sommer 1848 der Tagungsort der Konstituierenden Preußischen Nationalversammlung – und damit dem Politiker Patow bestens vertraut – war. In den Jahren 1863 und 1864 wurde das Gebäude des preußischen Finanzministeriums nach Plänen von Georg Heinrich Bürde und Hermann von der Hude umgebaut.
Exakt zur gleichen Zeit – nämlich 1860 bis 1864 – ließ Patow auch Schloss Zinnitz umfangreich umbauen und gab ihm seine charakteristischen klassizistischen Fassaden, die es heute noch prägen. Es ist wahrscheinlich, dass er hierfür die Mitarbeit der genannten Architekten gesucht hat und dass er sich – vergleicht man den Mittelrisalit von Schloss Zinnitz mit der Fassade der Singakademie – auch von letzterer hat inspirieren lassen (hatte er sie doch von seinem Arbeitsplatz aus ständig im Blickfeld).
Außerdem ließ Patow noch einen Belvedereturm an die Westseite anfügen. Dieser wiederum könnte von einem anderen Bauvorhaben jener Jahre inspiriert sein: Dem Belvedere auf dem Pfingstberg. Die Doppelturmanlage nach Vorbildern der italienischen Renaissance erlebte zwei Bauphasen, deren zweite nach längerer Unterbrechung von 1860 bis 1863 erfolgte. Nach Entwurfszeichnungen des Königs Friedrich Wilhelm IV. erhielten die Architekten Ludwig Persius, Friedrich August Stüler und Ludwig Ferdinand Hesse den Auftrag zur Bauausführung. Ähnliche Belvederetürme finden sich auch an zahlreichen weiteren Bauten und Villen jener Zeit in Potsdam und Berlin.

#### Veränderungen zur DDR-Zeit
Wie bereits im Kapitel „Geschichte“ geschildert, gibt es zwischen 1945 und 1990 schrittweise Veränderungen, die teilweise zwar dem Schloss eine Nutzung geben, die aber allesamt den klassizistischen Urzustand wieder rückbauen.
Waren bis 1945 bereits die Kolonnaden vor der Südfassade und der Pavillon auf dem Rosenhügel (vgl. Duncker-Ansicht) sowie einige Skulpturen auf dem Dach verschwunden oder stark beschädigt, so schafft man nach Kriegsende weitere neue Tatsachen:
Rückbau des Rosenhügels, Abbaggerung eines Teils des Schlossparks zur Braunkohlengewinnung (begleitet von Grundwasserabsenkung und der Zerstörung der Oberflächengewässer), Abbruch der hölzernen Innentreppe, teilweise Zerstörung von Innentüren, Parkettböden und historischen Wand- und Deckenmalereien, vollständiger Austausch der historischen Fenster (um 1969), Entfernung von Stuckfriesen und Konsolen am Belvedereturm und vieles mehr.
Hinzu kam die Zerstückelung der Grundflächen in kleine Parzellen im Zuge der DDR-Bodenreform und damit die Zerstörung der ursprünglichen Außenanlagen.

#### Rekonstruktionen seit 1993
Nach Kauf des Schlosses hat der Architekt Robert Viktor Scholz inzwischen die verlorengegangenen klassizistischen Schmuckteile der Fassaden bis 2002 rundherum ergänzt oder großflächig erneuert. Zeitzeugen aus früheren Jahrzehnten – darunter auch Nachkommen und Mitglieder der Familien des Granges und von Patow – konnten hierfür wertvolle Informationen liefern.
2003 hat die LMBV Teile des Schlossparks in einer neuen Konzeption wiederhergestellt und dabei ein neues Wegesystem angelegt und Bäume gepflanzt. Vorausgegangen waren dem umfangreiche Rückbauten von Tagesanlagen aus dem Braunkohlenabbau.
Eine Wiederherstellung von zerstörten Oberflächengewässern ist jedoch dabei nicht erfolgt.
Seit 2013 pflegt und restauriert Robert Viktor Scholz Teile des Schlossparks und der Außenanlagen entsprechend dem historischen Vorbild.